# The Polar Express
The Polar Express (bra: O Expresso Polar; prt: Polar Express) é um filme de animação digital de tema natalino estadunidense de 2004, dos gêneros aventura e fantasia, co-escrito e dirigido por Robert Zemeckis, baseado no livro infantil homônimo de Chris Van Allsburg, de 1985, que também atuou como um dos produtores executivos. O filme apresenta personagens humanos animados usando animação de captura de movimento live-action. O filme conta a história de um jovem que, na véspera de Natal, vê um trem misterioso com destino ao Polo Norte parar fora de sua janela e é convidado a bordo por seu condutor. O menino se junta a várias outras crianças enquanto embarcam em uma jornada para visitar o Papai Noel se preparando para o Natal. O filme é estrelado por Tom Hanks, que também foi um dos produtores executivos do filme, em vários papéis distintos, com Daryl Sabara, Nona Gaye, Jimmy Bennett e Eddie Deezen em papéis coadjuvantes.
Castle Rock Entertainment produziu o filme em associação com Shangri-La Entertainment, ImageMovers, Playtone e Golden Mean Productions para a Warner Bros. Pictures, como o primeiro filme de animação de Castle Rock. Os efeitos visuais e a captura de desempenho foram feitos na Sony Pictures Imageworks. O filme foi feito com um orçamento de produção de US$ 165 milhões, uma soma recorde para um longa-metragem animado na época.
The Polar Express foi lançado nos cinemas 3D convencionais e IMAX em 10 de novembro de 2004. O filme arrecadou US$ 286 milhões em todo o mundo durante sua execução inicial, e US$ 314 milhões com relançamentos subsequentes, e mais tarde foi listado no Guinness Book of World Records de 2006 como "a primeira e totalmente digitalizada captura de filme", em que todas as partes foram feitas em captura digital, sendo também este o primeiro a ser lançado simultaneamente em IMAX 3D. O filme é dedicado a memória de Michael Jeter, pois foi último filme em que o ator fez uma participação, como ele havia morrido em 30 de agosto de 2004.

## Enredo
Na América do Norte (Grand Rapids, Michigan), na noite de Natal, no final da década de 1950, um garoto testemunha um trem chamado Polar Express, que está prestes a embarcar para o Polo Norte, ele para em frente a sua casa. Assim que o menino vai até o trem para olhar, o condutor lhe permite embarcar. O garoto conhece outras crianças, incluindo uma menina e um garoto que conhece todos. Quando o trem vai pegar Billy, o menino herói aplica os freios de emergência para deixar Billy entrar a bordo, que a princípio recusou-se a embarcar, mas mudou de ideia. O condutor em seguida convoca uma equipe de garçons, que da às crianças um pouco de chocolate quente.  A menina afasta-se do seu bilhete para ver Billy, que está sozinho no carro de observação. A menina e o condutor entregam o copo de chocolate quente para Billy até que o menino herói descobre que o bilhete da menina voou. Ele tenta devolver o bilhete, mas perde-o. Depois que o bilhete é carregado pelo vento, ele desliza de volta no trem. A menina explica sobre seu bilhete perdido e o condutor à primeira decide expulsá-la do trem, mas em vez disso a leva para uma caminhada nos telhados do trem. O menino herói puxa o bilhete perdido novamente e persegue a menina que é conduzida sobre os telhados.
Ele perde a menina e o condutor de vista, o que faz com que o garoto encontre um vagabundo, que afirma que ele é o proprietário do trem e o Rei do Polo Norte. Desesperado para encontrar a menina, o vagabundo ajuda o menino esquiar pelos telhados. Antes de chegar no Top Tunnel Flat, o menino salta no vagão onde é guardado o carvão para o motor, e encontra a garota controlando o trem. Depois que o dirige, Steamer e seu assessor, Smokey substituem a direção. As ordens de Steamer são para parar o trem, quando testemunha algo incomum à frente. O menino herói aplica os freios e o trem vem a uma parada brusca e as testemunhas dos condutores vêm a passagem de uma manada de renas. O condutor puxa a barba de Smokey, fazendo com que ele solte efeitos sonoros semelhantes a animais, o que faz as renas abrirem caminho. O trem continua, mas começa a acelerar, quando a válvula do acelerador quebra. Movendo-se a extrema velocidade, o trem torna-se uma montanha russa quando ele cruza o Glacier Gulch, derrapando ao entrar em um lago congelado. A válvula perdida perfura o gelo, fazendo com que ele quebre. Smokey usa seu cabelo para reparar o acelerador. Quanto as rachaduras de gelo, as ordens dos condutores do trem são para chegar ao outro lado dos trilhos, e faz com êxito antes do lago gelado quebrar completamente. O menino herói retorna com o bilhete perdido da menina para o condutor carimbar. O condutor toma as duas crianças para uma sala com brinquedos abandonados. O menino herói é assustado por um fantoche, o fantoche do mal Ebenezer Scrooge que retrata A Christmas Carol e retira-se para o carro de observação, onde a menina e Billy estão cantando. O trio vê a aurora polar e o trem finalmente ondea ao Polo Norte.
Na chegada, as crianças formam filas, enquanto o menino herói e a menina veem Billy deprimido sozinho no carro de observação. Eles tentam convencer Billy a ir, mas o transporte é acidentalmente desacoplado e corre desgovernado, em seguida, para em uma plataforma giratória. O trio explora a área industrial da cidade, até que cai em uma pilha de presentes, que são transportadas em um saco gigante transportado por um dirigível. O saco gigantesco é colocado no trenó do Papai Noel (Pai Natal, em português europeu) e as crianças são removidas pelos elfos. Enquanto a rena está sendo preparada, Papai Noel chega. Um elfo perde um sino e o menino herói recupera-o. Primeiro ele não ouve nada, mas quando acredita, ele ouve um som. Papai Noel confia no menino e o presenteia como "O primeiro presente de Natal". Papai Noel deixa-o com suas renas e uma banda toca na celebração. Os elfos voltam a ligar o vagão perdido de volta para o trem e as crianças preparam-se para ir para casa. As crianças solicitam o menino herói mostrar o sino, até que ele descobre que perdeu a campainha pelo bolso rasgado. Embora devastado pela perda, ele recupera seu espírito depois que Billy é levado para casa e ele ganha o presente que sempre quis. O menino herói é levado para casa e todos se despedem. Na manhã seguinte, Sarah, a irmã do menino o acorda para abrir os presentes, incluindo o sino que ele perdeu. Os pais não ouvem nada e o menino deixa-o sobre a mesa. O narrador termina a história dizendo que o sino soa somente para aqueles que realmente acreditam.

## Elenco e personagens
- Tom Hanks como o Condutor, o Vagabundo, Papai Noel, pai do Herói e o Herói mais velho
- Josh Hutcherson como o Herói
- Nona Gaye como a Heroína
- Jimmy Bennett como Billy
- Eddie Deezen como Lenny
- Charles Fleischer como o Elfo Líder
- Steven Tyler como o Elfo Cantor
- Michael Jeter como Smokey e Steamer
- Leslie Zemeckis como mãe do Herói
- Isabella Peregrin como Sarah, irmã do Herói[5]

## Recepção
The Polar Express teve recepção mista por parte da crítica profissional. Com índice de 56%, o Rotten Tomatoes chegou ao consenso: "Embora o filme seja visualmente deslumbrante no geral, a animação dos personagens humanos não é realista o suficiente, e a história é acolchoada". No Metacritic a pontuação é de 61%.
Roger Ebert deu quatro estrelas ao filme, sua maior classificação, dizendo que "há um profundo e tenebroso tom, ao invés da alegria irracional de um filme natalino comum." E "também tem uma assustadora e mágica qualidade..." Reconhecendo os comentários de outros críticos, Ebert disse: É um pouco assustador, Não assustador em uma maneira desprazerosa, mas naquela furtiva e provocante maneira que permite que você saiba que coisas misteriosas vão acontecer."

## Prêmios e Indicações
- Duas indicações ao Globo de Ouro
- Uma indicação ao BAFTA Awards
- Vencedor do Grammy de 2006
- Duas indicações ao Satellite Awards
- Uma indicação ao People's Choice Awards dos Estados Unidos.